# Dorothea Menadier
Dorothea Menadier (* 11. Dezember 1891 in Berlin; † 24. März 1944 ebenda) war eine deutsche Numismatikerin.

## Leben
Dorothea Menadier war die Tochter des Mittelalter-Numismatikers und Direktors des Berliner Münzkabinetts Julius Menadier und der Ida Menadier, geb. Freiin von Düring (1858–1934). Sie studierte nach dem Besuch der Chamissoschule in Berlin-Schöneberg an den Universitäten Tübingen und Berlin Geschichte. In Berlin wurde sie am 21. Juni 1915 von der Philosophischen Fakultät bei Michael Tangl mit der Arbeit Die Münzen und das Münzwesen der deutschen Reichsäbtissinnen im Mittelalter promoviert, die auf Anregung ihres Vaters zurückging.
Sie starb 1944 im Alter von 52 Jahre, als eine Fliegerbombe ihr Haus in Berlin-Lichterfelde traf. Dorothea Menadier war unverheiratet.

## Veröffentlichungen
- Die Münzen und das Münzwesen der deutschen Reichsäbtissinnen im Mittelalter, Berlin 1915 (online) = Die Münzen und das Münzwesen der deutschen Reichsäbtissinnen im Mittelalter, in: Zeitschrift für Numismatik 32, 1920, 185–293, ZDB-ID 501259-4.